# Blovice (zámek)
Zámek v Blovicích, nazývaný také zámek Hradiště, se nachází na jižním okraji města Blovice, ve stejnojmenné městské části v okrese Plzeň-jih. Od roku 1963 je chráněn jako kulturní památka. Původní gotická tvrz prošla několika úpravami, za Kolovratů byla přestavěna na barokní zámek. Současná podoba novogotického zámku pochází z doby Pálffyů v 19. století. Posledními soukromými majiteli byli za první republiky členové podnikatelské rodiny Klikarů z Hronova. Po druhé světové válce v zámku sídlilo zemědělské učiliště. Od roku 2000 je zámek jako příspěvková organizace ve správě Plzeňského kraje a je sídlem Muzea jižního Plzeňska.

## Historie

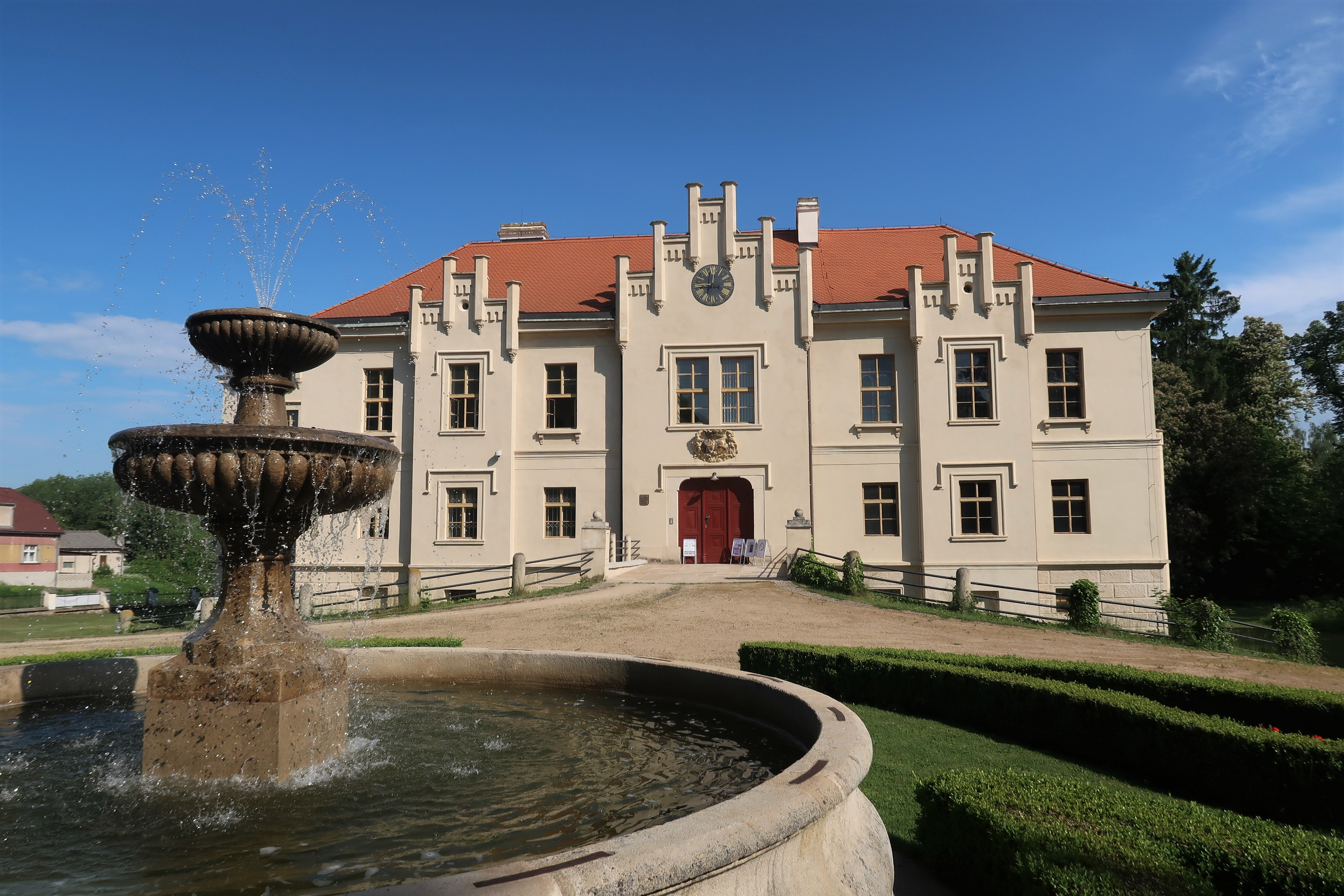
Zámek Hradiště

První písemná zmínka o Hradišti pochází z roku 1422 v listině Zikmunda Lucemburského vydané v Norimberku. Tehdy uváděný rytíř Jan hradišťský je pravděpodobným předkem Ebrzvínů z Hradiště, jimž prokazatelně Hradiště později patřilo. Tvrz zřejmě stála již v 15. století, ale písemně je doložena až v roce 1545. Od roku 1480 patřilo Hradiště rodině Častolarů, kteří během 16. století majetek značně rozšířili. Zasloužil se o to především Jan Častolar hradišťský z Hořovic, který v letech 1587–1589 přikoupil sousední městečko Blovice a hrad Vlčtejn.
V roce 1617 přešlo Hradiště sňatkem na rod Karlů ze Svárova. Petr Tobiáš Karel ze Svárova se zúčastnil stavovského povstání a majetek mu byl následně zkonfiskován. V konfiskačním protokolu je zaznamenán tehdejší stav panství, k němuž patřilo kromě Hradiště městečko Blovice, šest vesnic, pivovar, mlýn, poplužní dvůr a tři rybníky. Dědic Petra Tobiáše Jan Václav po zaplacení pokuty 1 000 kop grošů míšeňských dosáhl pardonu a Hradiště mu bylo vráceno. Po Janu Václavovi byl majitelem Hradiště jeho mladší bratr Karel Rudolf, za nějž byly pravděpodobně pořízeny nástěnné malby na tvrzi. Karel Rudolf pro svůj rod dosáhl povýšení do panského stavu (1654). Po smrti Karla Rudolfa Karla ze Svárova (1663) vládly na Hradišti složité majetkoprávní poměry mezi jeho dědičkami. Nakonec se v roce 1678 jediným majitelem stal hrabě Maxmilián Rudolf z Gutštejna, který kvůli vyrovnání s dalšími dědici musel prodat své statky na Klatovsku. Sídlo v Hradišti se v roce 1678 uvádí jako zámek, spíše se ale jednalo o honosnější tvrz s kaplí sv. Ondřeje. K hradišťskému panství tehdy patřilo město Blovice, čtyři vesnice, pět poplužních dvorů a příslušenství v dalších dvanácti vesnicích.

### Hradiště za vlády Jeníšků a Kolovratů

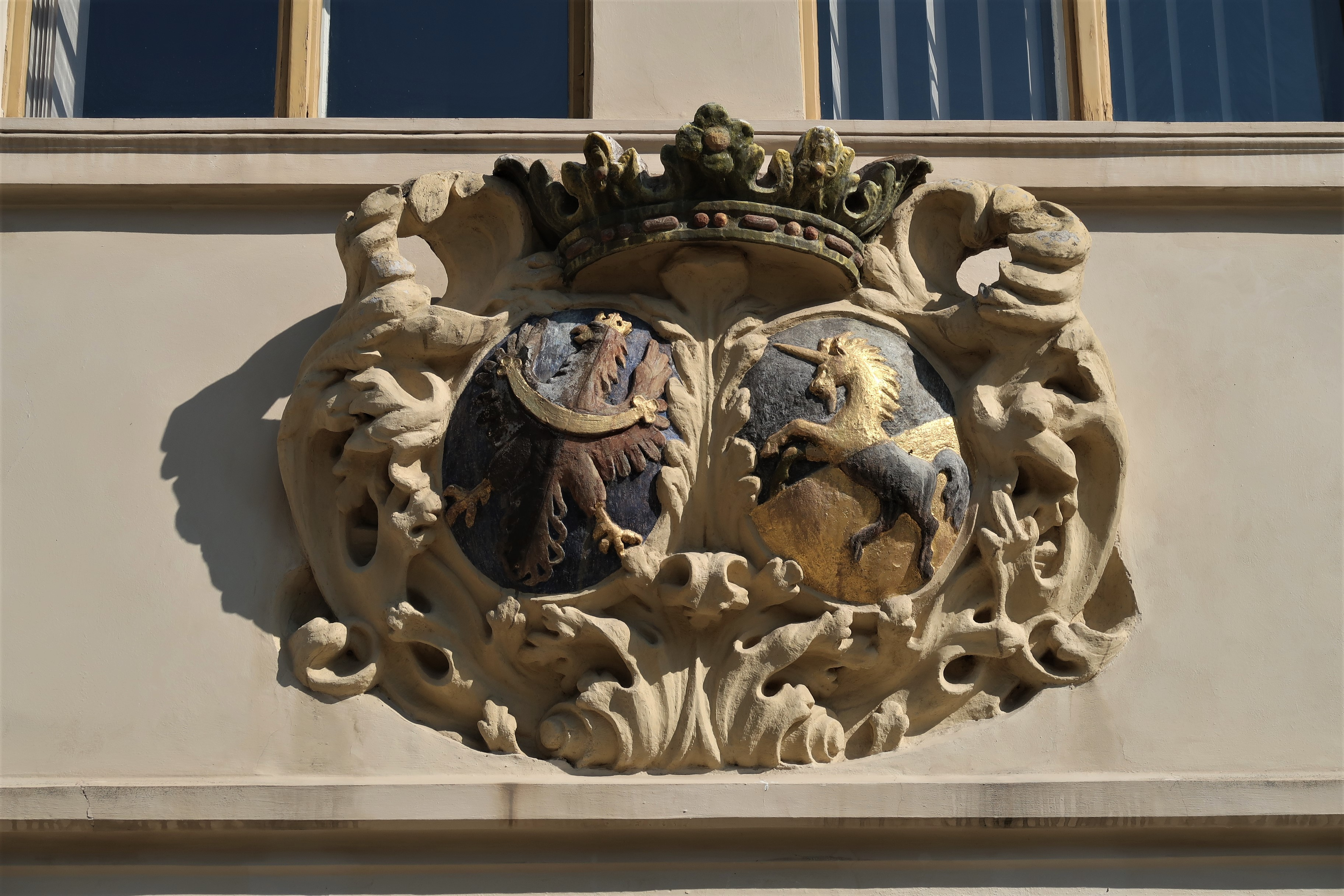
Erb Kolovratů a Jeníšků z Újezda nad hlavním vchodem do zámku

Po smrti Maxmiliána Rudolfa z Gutštejna (1690) spravovala majetek jeho manželka Kateřina Polyxena, rozená Vratislavová z Mitrovic (†1702), která se pokusila podnikat ve výrobě železa, upadla ale do dluhů a v roce 1693 byla na její majetek uvalena vnucená správa. Finanční problémy vyřešila druhým sňatkem s Janem Josefem Jeníškem z Újezda (1657–1728), který byl majitelem nepříliš vzdálených panství Březnice a Tochovice, dlouhodobě zastával také úřad hejtmana prácheňského kraje. I když výhradní majitelkou Hradiště zůstala Kateřina Polyxena, je patrné, že manželé spravovali panství společně a pobývali převážně na Březnici. Kolem roku 1704 jsou doloženy stavební úpravy zámku (po smrti Kateřiny Polyxeny). Jan Josef Jeníšek z Újezda se také zasloužil o vybudování sousoší Ukřižování na nedalekém vrchu Kalvárie (1727). Jan Josef Jeníšek byl třikrát ženatý a měl deset dětí, přežil však všechny čtyři syny i několik vnuků zemřelých v dětství.
Jan Josef Jeníšek z Újezda byl posledním mužským potomkem rodu, ale ve své poslední vůl stanovil podmínku, že další dědicové jeho majetku budou užívat erb Jeníšků a titul svobodných pánů z Újezda. Týkalo se to nástupnického rodu Kolovratů a později Pálffyů. Po Janu Josefu Jeníškovi zdědil jeho statky nejvyšší kancléř Vilém Albrecht II. Krakovský z Kolovrat (1678–1738). Z rodu Jeníšků byla tehdy naživu ještě vnučka Jana Josefa, Anna, provdaná Michnová z Vacínova. Ta byla původně odškodněna finanční hotovostí, nakonec ale v soudním sporu získala statek Tochovice oddělený od Březnice. Za Viléma Albrechta Krakovského z Kolovrat došlo v letech 1726–1738 k dalším stavebním úpravám zámku v Hradišti. Kolovratové střídali pobyty na Hradišti a v Březnici, z doložených rodinných událostí je ale zřejmé, že Březnice byla oblíbenější. Ze dvou synů Viléma Albrechta zdědil Hradiště starší Prokop Jan (1718–1774), který byl dlouholetým nejvyšším zemským sudím Českého království. S Blovicemi vedl letité spory o uznání městských práv, nakonec je potvrdil a v roce 1768 císařovna Marie Terezie navíc rozšířila Blovicím práva na konání trhů. Po Prokopu Janovi zdědil Hradiště syn Josef Maria (1746–1824), za nějž byl hradišťský zámek ve špatném stavu, proto byl v letech 1785–1795 významně přebudován. K přestavbě mohlo dojít jen díky úvěru, protože velkostatek byl zatížen dluhy z doby nákladného společenského života Prokopa Jana.

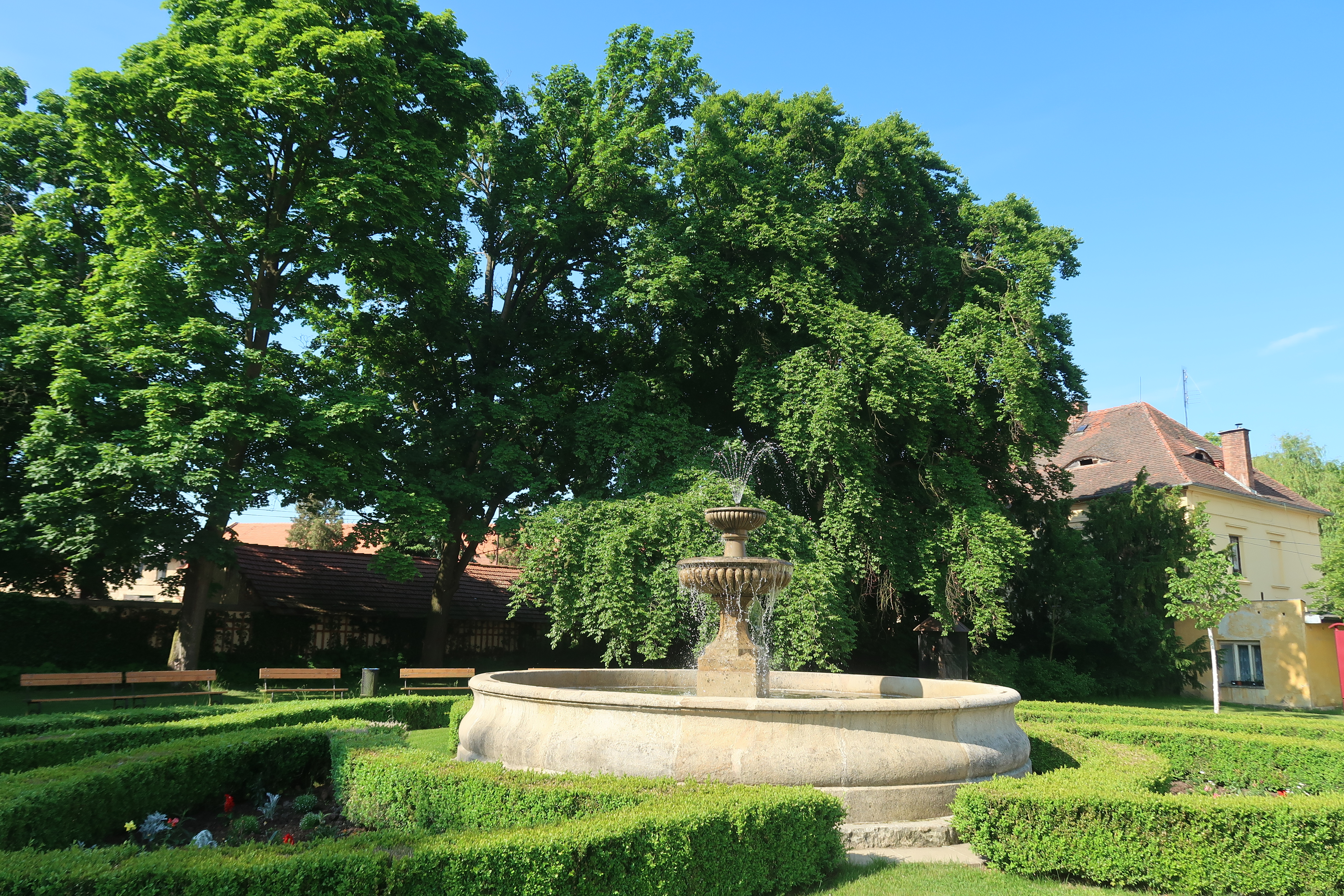
Kašna před hlavním vstupem do zámku

Posledním majitelem z rodu Kolovratů byl Jan Nepomuk Karel Krakovský z Kolovrat (1794–1872), zvaný Hanuš. Patřil k významným osobnostem národního obrození a ]společenského života v Čechách 19. století a v mnoha směrech přispěl také k rozvoji Blovic. U kostela sv. Jana Evangelisty nechal v roce 1833 postavit kapli sv. Kříže s rodovou hrobku, kam byly následně přemístěny ostatky několika členů rodu z Březnice a z Prahy. V letech 1845–1846 byl zámek znovu přestavěn v klasicistním slohu. Tehdy byla zámecké nádvoří uzavřeno jižním traktem a vznikla tak čtyřkřídlá dispozice zámku. Jižně od zámku se nachází soubor několika budov hospodářského zázemí, dnes jen částečně využívaných. V roce 1858 byla upravena zámecká kaple sv. Ondřeje. Hanuš z Kolovrat věnoval svou pozornost také parku, kde byla na místě vysušeného rybníka zřízena užitková zahrada se skleníkem. Hanuš z Kolovrat v roce 1861 zdědil rozsáhlý majetek vymřelých linií Libštejnských a Novohradských z Kolovrat, jednalo se především o velkostatek Rychnov nad Kněžnou. Hanuš z Kolovrat nakonec své blízké vazby k Blovicím a zámku v Hradišti přetrhal a usadil se v Rychnově, kde je také pohřben.

### Hradiště v 19. a 20. století

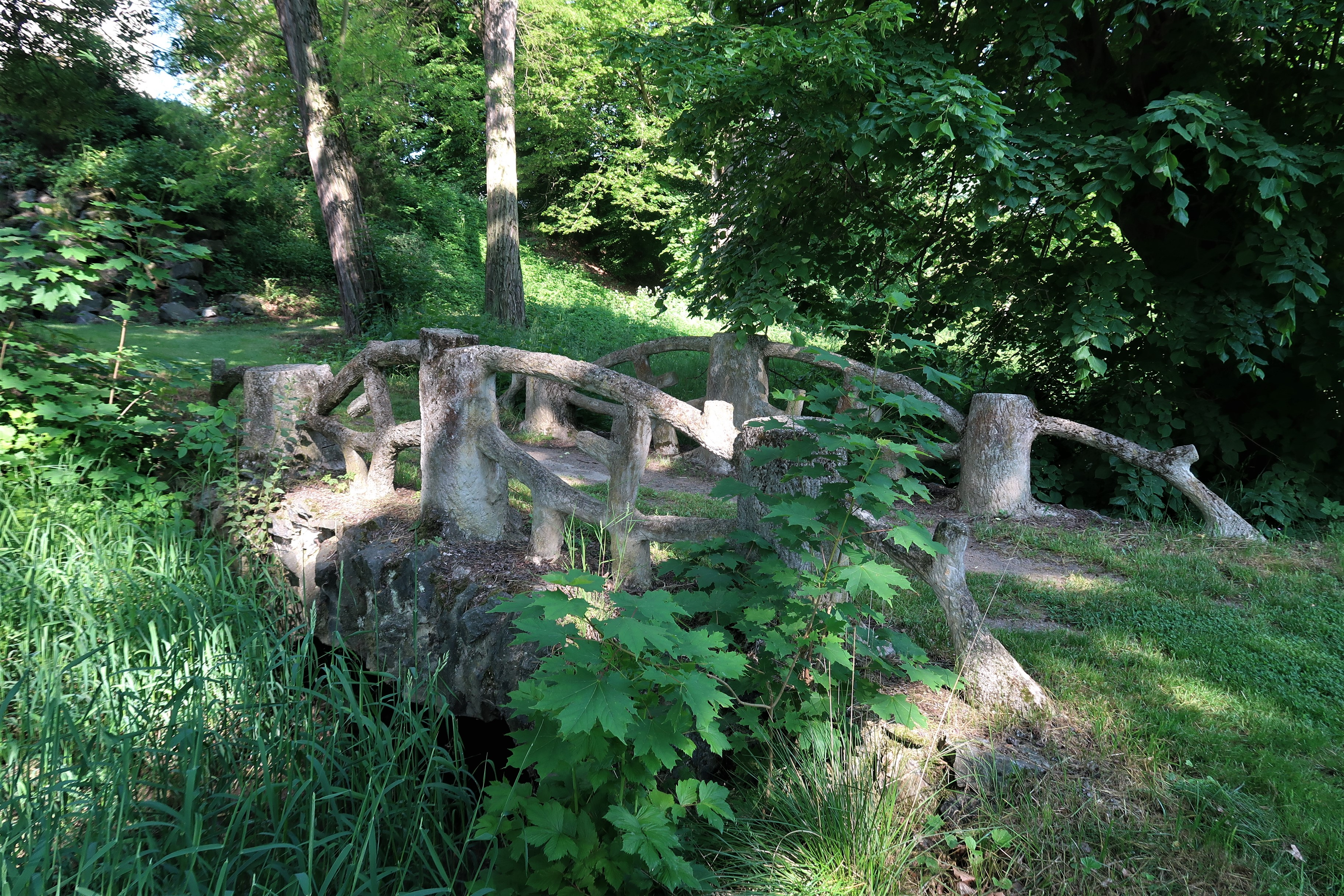
Pařezový most v zámeckém parku

Stěžejní část majetku Hanuše z Kolovrat byla vázána statutem fideikomisu a přešla na vzdálené příbuzné z rodu Kolovratů (Rychnov nad Kněžnou, Přimda, Košátky), zatímco Hradiště, Březnici a Merklín odkázal bližším příbuzným z rodu Pálffyů. Formálním dědicem se v roce 1872 stal Jan Nepomuk Pálffy (1872–1953), který se ale narodil teprve téhož roku, po dobu jeho nezletilosti spravoval majetek otec Eduard Pálffy (1836–1915), který byl dlouholetým poslancem českého zemského sněmu a říšské rady. Eduard Pálffy hned po převzetí Kolovratova dědictví inicioval poslední přestavbu zámku v Hradišti. Novogotická úprava z let 1872–1873 podle starších návrhů J. F. Jöndla dala zámku současnou podobu, tehdy také došlo k úpravám zámeckého parku. K velkostatku Hradiště tehdy patřilo 2 444 hektarů půdy. Jan Nepomuk Pálffy se později trvale usadil na Březnici a o Hradiště neměl zájem. Velmi necitlivým způsobem bylo tehdy naloženo se zámeckým archivem, jehož větší část byla zničena, což znemožňuje přesnější dataci stavebních úprav zámku. Jan Nepomuk Pálffy prodal Hradiště v roce 1918.
Novým majitelem se v roce 1918 stal bohatý podnikatel Adolf Klikar (1858–1930), majitel prosperující textilní továrny v Hronově, kde byl také starostou. Velkostatek Hradiště byl začleněn do společnosti Adolf Klikar, s.r.o., Praha a Adolf Klikar si nechal v zámku upravit byt v kubistickém stylu. Svými dalšími aktivitami v Blovicích narážel na odpor občanů i úřadů, nechal vykácet stromy na návsi v Hradišti a začal těžit kámen na vrchu Kalvárie. Adolf Klikar se nakonec vrátil do Hronova a na zámku v Hradišti sídlil poté jeho mladší syn František (1883–1952). Na průmyslové podniky rodiny Klikarů byla hned v roce 1945 uvalena národní správa a velkostatek Hradiště i se zámkem byl zestátněn. O postojích Klikarů svědčí mimo jiné fakt, že Františkův mladší bratr Antonín byl za kolaboraci s nacisty odsouzen k deseti letům vězení.
Po roce 1945 připadl zámek Hradiště nejprve státním statkům, v roce 1952 bylo do zámku umístěno zemědělské učiliště, které zde fungovalo téměř padesát let. Tehdy došlo k adaptacím pro školní účely, přestavbě zámecké kaple sv. Ondřeje na učebny zabránili památkáři. Restaurované varhany ze zámecké kaple jsou dnes umístěny na nedalekém zámku Kozel. V roce 2000 přešel zámek pod správu Plzeňského kraje, dnes je zde umístěna příspěvková organizace Muzeum jižního Plzeňska, která v roce 2002 zámek zpřístupnila veřejnosti. Veřejně přístupný je i anglický park. Současná parková úprava je jen torzem původní konceptu z dob Kolovratů a Pálffyů, ve druhé polovině 20. století zanikly skleníky, grotta s vodopádem nebo romantická chaloupky z kůry. Po roce 2000 prošel park revitalizací a z dendrologického hlediska si uchovává hodnoty díky bezmála 80 druhům listnatých a jehličnatých stromů.

## Stavební podoba
Součástí zámku je kaple svatého Ondřeje postavená ve druhé polovině 19. století Janem Nepomukem Karlem (zv. Hanušem) hrabětem Krakowským z Kolowrat, nejvýznamnějším majitelem někdejšího hradišťského panství. Zámek obklopuje rozsáhlý park v anglickém stylu lemovaný protékající řekou Úslavou a jejími dvěma levobřežními přítoky (Komorenským a Chocenickým potokem). Za zmínku stojí nedaleké pískovcové barokní sousoší Ukřižování z roku 1727 a socha svatého Michaela, ke kterým lze dojít cestou ze zámeckého parku.